# Джукич, Джордже
Джордже Джукич (серб. Ђорђе Ђукић, 8 марта 1934 года, Петрово-Врело — 18 марта 1996 года, Белград) — югославский и сербский генерал и военный деятель, военачальник Войска Республики Сербской в годы войны в Боснии и Герцеговине.

## Биография
Джордже Джукич родился в 1934 году в селе Петрово-Врело в общине Гламоч в крестьянской семье. 
После окончания средней технической школы он поступил в Военно-техническую академию Сухопутных войск Югославской народной армии, которую с отличием окончил в 1959 году. 10 лет спустя также с отличием окончил двухлетние курсы инженера. В 1974 году завершил обучение в Командно-штабной школе тактики, а в 1981 году — в Командно-штабной школе обороны.
В Югославской народной армии служил в гарнизонах Панчева и Белграда. В Генеральном штабе СФРЮ занимал должность начальника Технического управления. 22 декабря 1991 года ему было присвоено звание генерал-майора. 
15 мая 1992 года присоединился к недавно сформированному Войску Республики Сербской и был назначен начальником Сектора тыла Главного штаба. На этой должности он находился вплоть до окончания боевых действий. 14 июня 1995 года ему было присвоено звание генерал-подполковника. Решением Народной скупщины Республики Сербской 16 октября 1995 года вместе с несколькими другими генералами ВРС был отправлен на пенсию.
После войны был обвинен Гаагским трибуналом в причастности к военным преступления во время осады Сараева. Был арестован боснийскими мусульманами 30 января 1996 года и экстрадирован в Гаагу. Там спустя несколько месяцев из-за болезни был временно отпущен на свободу. Скончался в Военно-медицинской академии в Белграде 18 мая 1996 года.

## Награды
- Орден Военных заслуг с серебряными мечами
- Орден Югославской Народной Армии с серебряной звездой
- Орден Военных заслуг с золотыми мечами
- Орден Югославской Народной Армии с золотой звездой